# Steremnia polyxo
Steremnia polyxo är en fjärilsart som beskrevs av Frederick DuCane Godman och Osbert Salvin 1880. Steremnia polyxo ingår i släktet Steremnia och familjen praktfjärilar. Inga underarter finns listade i Catalogue of Life.